# Tomás Paschetta
Tomás Paschetta (Carmen de Areco, Buenos Aires, Argentina; 3 de agosto de 1993) es un futbolista argentino que se desempeña como defensor. Actualmente juega en Nueva Chicago de la Primera B Nacional, segunda división del fútbol argentino.

## Trayectoria
Paschetta es un futbolista surgido de las divisiones inferiores del Club Atlético Nueva Chicago. Siempre jugó como defensor a lo largo de toda su carrera como juvenil. El 28 de mayo de 2014 se anunció desde la cuenta oficial del club que Paschetta, junto a otros juveniles, firmaría su primer contrato profesional con Nueva Chicago que había ascendido recientemente a la Primera B Nacional.
Luego de firmar su primer contrato profesional no sería tenido en cuenta por Omar Labruna para afrontar el Campeonato de Primera B Nacional 2014. Fue cedido a préstamo por seis meses al Club Atlético Defensores de Belgrano de la Primera C, cuarta categoría del fútbol argentino. Allí no disputó ningún partido en todo el campeonato aunque su equipo logró el ascenso a la Primera B Metropolitana.
Finalizado el préstamo, volvería a Nueva Chicago que había ascendido a la Primera División de Argentina aunque tampoco sería tenido en cuenta por el entrenador Omar Labruna. El viernes 23 de enero de 2015, Nueva Chicago había visitado en Ecuador al Deportivo Cuenca en lo que fue la Noche Colorada, donde este equipo presenta año a año a sus refuerzos de cara al inicio de la respectiva temporada. Éste fue el primer partido internacional en la historia de Nueva Chicago, y el defensor formó parte de este partido histórico. Durante el Torneo de Primera División 2015 formó parte del Equipo Reserva, disputando 17 partidos y convirtiendo 2 goles. Sin embargo, no disputó ningún partido en el primer equipo pese a entrenar junto al plantel profesional.
Para la temporada 2016, debido a la falta de defensores, sería una pieza muy utilizada, como recambio en el lateral izquierdo y en la zaga central, por el entrenador Andrés Guglielminpietro. Debutó como jugador profesional el 30 de enero de 2016 en la victoria 2 a 0 de su equipo frente a Almagro por la fecha 1 del Campeonato de Primera B Nacional 2016 ingresando desde el banco de suplentes a falta de 5 minutos para el final del partido. Disputó 12 partidos de los 21 que jugó su equipo y marcó 2 goles a lo largo del campeonato.
Durante el Campeonato 2016-17, disputó 27 partidos y no marcó goles. Sufrió una grave lesión en la rodilla izquierda y fue intervenido quirúrgicamente el 12 de julio para poder llegar en condiciones a la pretemporada.

## Clubes
| Club                   | País      | Año             |
| ---------------------- | --------- | --------------- |
| Defensores de Belgrano | Argentina | 2014            |
| Nueva Chicago          | Argentina | 2015 - Presente |

## Estadísticas
| Club                                                                 | Temporada              | Liga  | Liga  | Copa Nac.1 | Copa Nac.1 | Copa Inter. | Copa Inter. | Total | Total |
| Club                                                                 | Temporada              | Part. | Goles | Part.      | Goles      | Part.       | Goles       | Part. | Goles |
| -------------------------------------------------------------------- | ---------------------- | ----- | ----- | ---------- | ---------- | ----------- | ----------- | ----- | ----- |
| Defensores de Belgrano Argentina                                     | 2014                   | 0     | 0     | 0          | 0          | -           | -           | 0     | 0     |
| Defensores de Belgrano Argentina                                     | Total Def. de Belgrano | 0     | 0     | 0          | 0          | -           | -           | 0     | 0     |
| Nueva Chicago Argentina                                              | 2015                   | 0     | 0     | 0          | 0          | -           | -           | 0     | 0     |
| Nueva Chicago Argentina                                              | 2016                   | 12    | 2     | 0          | 0          | -           | -           | 12    | 2     |
| Nueva Chicago Argentina                                              | 2016/17                | 26    | 0     | 1          | 0          | -           | -           | 27    | 0     |
| Nueva Chicago Argentina                                              | 2017/18                | 0     | 0     | 0          | 0          | -           | -           | 0     | 0     |
| Nueva Chicago Argentina                                              | Total Chicago          | 38    | 2     | 1          | 0          | -           | -           | 39    | 2     |
| Total en su carrera                                                  | Total en su carrera    | 38    | 2     | 1          | 0          | -           | -           | 39    | 2     |
| Última actualización: Ferro Carril Oeste vs. Nueva Chicago, 30.04.18 |                        |       |       |            |            |             |             |       |       |

## Palmarés
| Club                   | Campeonato          | País      | Año  |
| ---------------------- | ------------------- | --------- | ---- |
| Defensores de Belgrano | Ascenso a Primera B | Argentina | 2014 |